# Матерн Кинегий
Матерн Кинегий (на латински: Maternus Cynegius; * Испания; † 14 март 388, Беритос) е политик на Римската империя през 4 век.

## Произход и кариера
Произлиза вероятно от Испания и е християнин. През 383/384 г. той е финансов министър (comes sacrarum largitionum). През 384 г. е назначен от император Теодосий I за преториански префект на Изтока и има задачата да разруши нехристиянските храмове в Египет, Гърция и Мала Азия. Пътува два пъти по тези места. Придружава го владиката Марцел от Апамеа.
През 388 г. той е консул на Изтока заедно с император Теодосий I. За Запада консул е император Магн Максим.